# Billy Casper
William Earl Casper Jr., conhecido como Billy Casper (24 de junho de 1931 – 7 de fevereiro de 2015), foi um jogador profissional de golfe dos Estados Unidos. Ele foi campeão do Masters de Golfe e venceu também o US Open de golfe duas vezes.

## Títulos

### Torneios Major´s (1)
| Ano  | Campeonato       | Resultados           | Margem   | Vice-campeão  |
| ---- | ---------------- | -------------------- | -------- | ------------- |
| 1959 | US Open de golfe | −2 (71-68-69-74=282) | 1 tacada | Bob Rosburg   |
| 1966 | US Open de golfe | −2 (69-68-73-68=278) | Playoff  | Arnold Palmer |
| 1970 | Masters de Golfe | −9 (72-68-68-71=279) | Playoff  | Gene Littler  |